# هاينتس كون
هاينتس كون (بالألمانية: Heinz Kühn ) (18 شباط 1912 - 12 آذار 1992) كان سياسياً من الحزب الديمقراطي الاجتماعي الألماني (SPD) رئيس الوزراء الخامس لولاية شمال الراين - وستفاليا بين 8 كانون الأول 1966 و 20 أيلول 1978. ولد ومات في كولونيا

## روابط خارجية
- هاينتس كون على موقع مونزينجر (الألمانية)

- السيرة الذاتية